# Lógica estoica
La lógica estoica es el sistema de lógica proposicional desarrollado por los filósofos del estoicismo en la antigua Grecia. Fue uno de los dos grandes sistemas de lógica del mundo clásico. Fue construido y moldeado en gran parte por Crisipo de Solos, el tercer director de la escuela estoica en el siglo III a. C. La lógica de Crisipo difería de la lógica del término de Aristóteles porque se basaba en el análisis de proposición en lugar de términos. La unidad más pequeña en la lógica estoica es un "afirmable" (el equivalente estoico de una proposición) que es el contenido de un enunciado como "es el día". Los afirmables tienen un valor de verdad tal que solo son verdaderos o falsos dependiendo de cuándo se expresaron (por ejemplo, el afirmable "es de noche" solo será verdadero si es cierto que es de noche). En contraste, las proposiciones aristotélicas afirman o niegan fuertemente un predicado de un sujeto y buscan que su verdad en que sea validada o falsificada. Los asertivos compuestos se pueden construir a partir de simples mediante el uso de conectivos lógicos. La silogística resultante se basaba en cinco argumentos básicos indemostrables a los que se afirmaba que todos los demás silogismos eran reducibles.
Hacia el final de la antigüedad, la lógica estoica fue descuidada en favor de la lógica de Aristóteles y, como resultado, los escritos estoicos sobre lógica no sobrevivieron, y los únicos relatos fueron informes incompletos de otros escritores. El conocimiento sobre la lógica estoica como sistema se perdió hasta el siglo XX, cuando los lógicos familiarizados con el cálculo proposicional moderno revaluaron los escritos antiguos de este.

## Fondo
Estoicismo es una escuela de filosofía que se desarrolló en el período helenístico alrededor de una generación después de la época de Aristóteles. Los estoicos creían que el universo operaba según la razón , es decir, por un Dios que está inmerso en la naturaleza misma. La lógica ("logike") era la parte de la filosofía que examinaba la razón ("logos"). Para lograr una vida feliz, una vida que valga la pena vivir, se requiere un pensamiento lógico. Los estoicos sostenían que la comprensión de la ética era imposible sin lógica. En palabras de Brad Inwood, los estoicos creían que:

La lógica ayuda a una persona a ver cuál es el caso, razonar con eficacia sobre asuntos prácticos, mantenerse firme en medio de la confusión, diferenciar lo cierto de lo probable, etc.

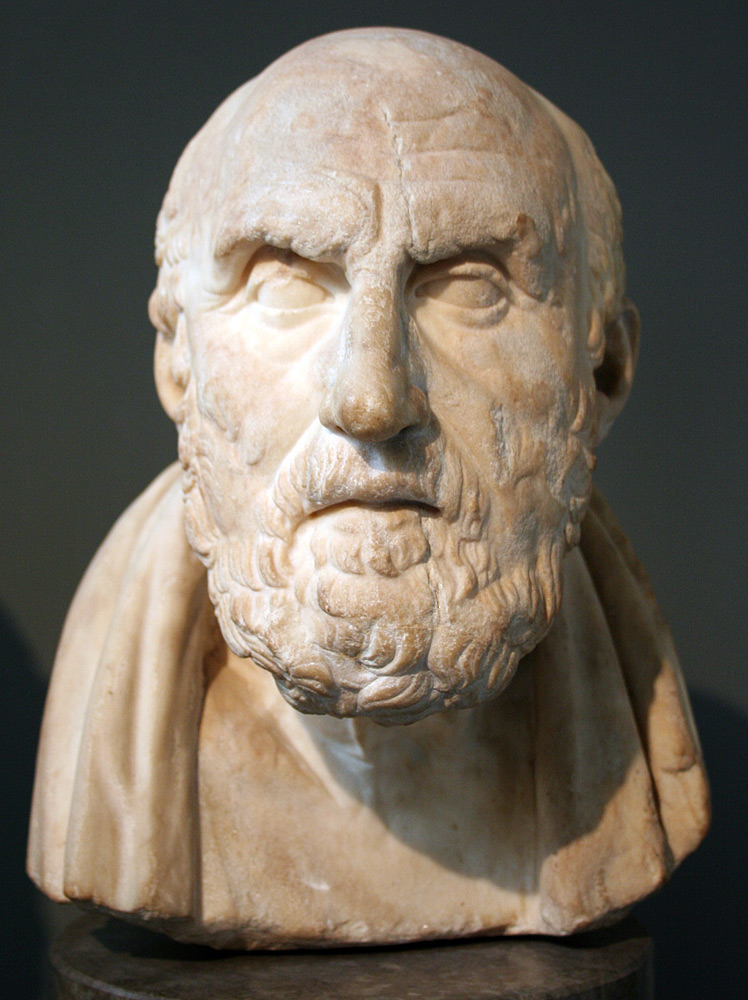
Crisipo, quien creó gran parte de la lógica estoica

La lógica de Aristóteles puede verse como una lógica de clasificación. Hace uso de cuatro términos lógicos "todos", "algunos", "es / son" y "es / no son" y, en esa medida, es bastante estática. Los estoicos necesitaban una lógica que examinara la elección y la consecuencia. Por lo tanto, los estoicos desarrollaron una lógica de proposición que usa conectivos como "si entonces", "uno o", y "no ambos". Tales conectivos son parte del razonamiento cotidiano. Sócrates en los Diálogos de Platón a menudo pregunta a un conciudadano "si" ellos creen en cierta cosa; cuando están de acuerdo, Sócrates procede a mostrar cómo las consecuencias son lógicamente falsas o absurdas, infiriendo que la creencia original debe ser incorrecta. En los tribunales de justicia deben haberse utilizado intentos similares de razonamiento forense, y son una parte fundamental de las matemáticas griegas. El propio Aristóteles estaba familiarizado con las proposiciones, y sus alumnos Teofrasto y  Eudemus habían examinado silogismos hipotéticos, pero la escuela peripatética no intentó desarrollar estas ideas en un sistema de lógica.
La tradición estoica de la lógica se originó en el siglo IV a. C. en una escuela diferente de filosofía conocida como la escuela megárica. Fueron dos dialécticos de esta escuela, Diodorus Cronus y su alumno Philo, quienes desarrollaron sus propias teorías de  modalidades y de proposiciones condicionales. El fundador del estoicismo, Zenón de Citium, estudió con los megarianos y se dice que fue un compañero de estudios de Filón. Sin embargo, la figura destacada en el desarrollo de la lógica estoica fue Crisipo de Soli (c. 279 - c. 206 a. C.), el tercer director de la escuela estoica. Crisipo dio forma a gran parte de la lógica estoica tal como la conocemos creando un sistema de lógica proposicional. Como lógico, a veces se dice que Crisipo rivaliza en estatura con Aristóteles. Sin embargo, los escritos lógicos de Crisipo se pierden casi por completo, en cambio, su sistema tiene que ser reconstruido a partir de los relatos parciales e incompletos conservados en las obras de autores posteriores como Sexto Empírico, Diógenes Laercio y Galeno.

## Proposiciones
Para los estoicos, la lógica era un amplio campo de conocimiento que incluía el estudio de filosofía del lenguaje, gramática, retórica y epistemología. Sin embargo, todos estos campos estaban interrelacionados y los estoicos desarrollaron su lógica (o "dialéctica") dentro del contexto de su teoría del lenguaje y la epistemología.

### Asertibles
Los estoicos sostuvieron que cualquier enunciado significativo implicará tres elementos: los sonidos pronunciados; la cosa a la que se refiere o describe el enunciado; y un elemento incorpóreo, el  lektón  (dicho), lo que se transmite en el idioma. El "lekton" no es un enunciado, sino el contenido de un enunciado, y corresponde a un enunciado completo. Un  lekton  puede ser algo como una pregunta o una orden, pero la lógica estoica opera sobre esos  lekta  que se llaman 'asertibles' ( axiomas ), descritos como una proposición que es verdadera o falso y que afirma o niega. Ejemplos de afirmaciones incluyen "es de noche", "está lloviendo esta tarde" y "nadie camina". Los asertibles son portadores de la verdad. Nunca pueden ser verdaderos y falsos al mismo tiempo (ley de no contradicción) y deben ser "al menos" verdaderos o falsos (ley del medio excluido). Los estoicos catalogaron estos simples asertivos según sean afirmativos o negativos, y si son definidos o indefinidos (o ambos). Las afirmaciones son muy parecidas a las proposiciones modernas, sin embargo, su valor de verdad puede cambiar dependiendo de "cuándo" se afirman. Así, una afirmación como "es de noche" sólo será cierta cuando sea de noche y no cuando sea de día.

### Asertibles compuestos
Las afirmaciones simples se pueden conectar entre sí para formar afirmaciones compuestas o no simples. Esto se logra mediante el uso de conectivos lógicos. Crisipo parece haber sido responsable de introducir los tres tipos principales de conectivos: el condicional ( 'si' ), conjuntiva (y ) y disyuntiva (o). Un condicional típico toma la forma de "si p entonces q"; mientras que una conjunción toma la forma de "tanto p como q"; y una disyunción toma la forma de "p o q". El o que usaron es exclusivo, a diferencia de la  inclusiva o generalmente utilizada en la lógica formal moderna. Estos conectivos se combinan con el uso de no para la negación. Por tanto, el condicional puede adoptar las siguientes cuatro formas:
Si p, entonces q | Si no es p, entonces q | Si p, entonces no q | Si no es p, entonces no q
Los estoicos posteriores agregaron más conectivos: el pseudocondicional tomó la forma de "ya que p luego q"; y la asertividad causal tomó la forma de "porque p entonces q". También había un comparativo (o tesis): "más / menos (probable) p que q".
| Conectivos lógicos | Conectivos lógicos           | Conectivos lógicos            |
| Nombre             | tipo                         | Ejemplo                       |
| ------------------ | ---------------------------- | ----------------------------- |
| Condicional        | si                           | si es de día, es de luz       |
| Conjunción         | y                            | es de día y luz               |
| Disyunción         | cualquiera... o              | cualquier es de día o noche   |
| Pseudocondicional  | ya que                       | ya que es de día, es de noche |
| Causal             | porque                       | porque es de día, es luz      |
| Comparativo        | más / menos probable ... que | más como es de dia que noche  |

### Modalidad
Los afirmables también se pueden distinguir por sus  propiedades modales—si son posibles, imposibles, necesarios o innecesarios. En esto, los estoicos se basaron en un debate megaro anterior iniciado por Diodorus Cronus. Diodoro había definido "posibilidad" de una manera que parecía adoptar una forma de fatalismo. Diodoro definió "posible" como "aquello que es o será verdad". Por lo tanto, no hay posibilidades que permanezcan sin realizar para siempre, todo lo que es posible es o algún día será verdad. Su alumno Filón, rechazando esto, definió "posible" como "aquello que es capaz de ser verdadero por la propia naturaleza de la proposición", por lo tanto, una declaración como "este trozo de madera puede arder" es "posible", incluso si pasó toda su existencia en el fondo del océano. Crisipo, en cambio, era un determinista causal: pensaba que las verdaderas causas dan lugar inevitablemente a sus efectos y que todas las cosas surgen de esta manera. Pero no era un determinista lógico ni un fatalista: quería distinguir entre verdades posibles y necesarias. Por lo tanto, tomó una posición intermedia entre Diodoro y Filón, combinando elementos de ambos sistemas modales. El conjunto de Chrysippus de definiciones del modelo estoico fue el siguiente:
| Definiciones modales | Definiciones modales | Definiciones modales |
| Nombre               | Definición |                      |
| -------------------- | --- | -------------------- |
| posible              | Una afirmación que puede volverse verdadera y no se ve impedida por cosas externas de convertirse en verdadera                                 |                      |
| imposible            | Un asertivo que no puede convertirse en verdad o que puede volverse verdad pero que las cosas externas le impiden convertirse en verdad        |                      |
| necesario            | Un asertivo que (cuando es verdadero) no puede volverse falso o que puede volverse falso pero que las cosas externas le impiden volverse falso |                      |
| innecesario          | Un asertivo que puede volverse falso y no se ve impedido por cosas externas para que se convierta en falso                                     |                      |

## Silogística

### Argumentos
En la lógica estoica, una forma de argumento contiene dos (o más) premisas relacionadas entre sí como causa y efecto. Un típico silogismo estoico es:
Si es de día, es de luz;

Es de dia;

Por eso es ligero.
Tiene una afirmación no simple para la primera premisa ("Si es de día, es la luz") y una afirmación simple para la segunda premisa ("Es de día"). La segunda premisa no "siempre" tiene que ser simple, pero tendrá menos componentes que la primera.
En términos más formales, este tipo de silogismo es:
Si p, entonces q;

p;

Por lo tanto q.
Así, como la lógica del término de Aristóteles, la lógica estoica usa variables, pero los valores de las variables son proposiciones, no términos. Crisipo enumeró cinco formas básicas de argumentación, que consideró verdaderas más allá de toda discusión. Estos cinco argumentos indemostrables se componen de conectivos de conjunción condicional, disyunción y negación.
Puede haber muchas variaciones de estos cinco argumentos indemostrables. Por ejemplo, las aseveraciones en las premisas pueden ser más complejas, y el siguiente silogismo es un ejemplo válido del segundo indemostrable (modus tollens):
Si ambos p y q, entonces r;

no r;

por lo tanto no: tanto p como q
De manera similar, se puede incorporar la negación en estos argumentos. Un ejemplo válido del cuarto indemostrable ( modus tollendo ponens  o silogismo disyuntivo) es:
ya sea [no p] o q;

no [no p];

por lo tanto q
Que, incorporando el principio de doble negación, es equivalente a:
ya sea [no p] o q;

p;

por lo tanto q

### Análisis
Muchos argumentos no tienen la forma de los cinco indemostrables, y la tarea es mostrar cómo se pueden reducir a uno de los cinco tipos. Sextus Empiricus informa un ejemplo simple de reducción estoica.:
Si ambos p y q, entonces r;

no r;

pero también p;

Por lo tanto no q
Esto se puede reducir a dos argumentos indemostrables separados del segundo y tercer tipo:
Si ambos p y q, entonces r;

no r;

por lo tanto no: tanto p como q
no: tanto p como q

p;

por lo tanto no q
Los estoicos afirmaron que los silogismos complejos podían reducirse a lo indemostrable mediante el uso de cuatro reglas básicas o "themata". De estos cuatro "themata", solo dos han sobrevivido. Uno, el llamado primer  thema , era una regla de antilogismo:

Cuando de dos [aseverables] se sigue un tercero, entonces de cualquiera de ellos junto con lo contradictorio de la conclusión se sigue lo contradictorio del otro (Apuleius,  De Interpretatione 209. 9–14).

El otro, el tercer  thema , era una regla de corte mediante la cual los silogismos en cadena podían reducirse a silogismos simples. La importancia de estas reglas no está del todo clara. En el siglo II a. C. se dice que Antípatro de Tarso introdujo un método más simple que implicaba el uso de menos "themata", aunque pocos detalles sobreviven al respecto. En cualquier caso, el "themata" no puede haber sido una parte necesaria de todo análisis.

## Paradojas
Además de describir inferencias que son válidas, otro tema que involucró a los estoicos fue la enumeración y refutación de argumentos falsos, y en particular de paradojas es. Parte del entrenamiento lógico de un estoico era preparar al filósofo para las paradojas y ayudarlo a encontrar soluciones. Un argumento falso podría ser uno con una premisa falsa o que sea formalmente incorrecto, sin embargo, las paradojas representaron un desafío a las nociones lógicas básicas de los estoicos como la verdad o la falsedad. Una famosa paradoja, conocida como   El mentiroso , preguntaba: "Un hombre dice que está mintiendo; ¿es cierto o falso lo que dice?" - si el hombre dice algo cierto, entonces parece que lo está mintiendo, pero si está mintiendo, entonces no está diciendo algo verdadero, y así sucesivamente. Se sabe que Crisipo ha escrito varios libros sobre esta paradoja, aunque no se sabe qué solución le ofreció. Otra paradoja conocida como "Sorites" o "Montón" preguntó "¿Cuántos granos de trigo necesitas antes de obtener un montón?" Se decía que desafiaba la idea de verdadero o falso al ofrecer la posibilidad de la vaguedad. La respuesta de Crísipo, sin embargo, fue: "Eso no me perjudica, porque, como un hábil conductor, sujetaré a mis caballos antes de llegar al borde. De la misma manera, me refreno de antemano y dejo de responder a preguntas sofistas".

## Práctica estoica
El entrenamiento en lógica incluyó el dominio de los acertijos lógicos, el estudio de paradojas y la disección de argumentos. Sin embargo, no era un fin en sí mismo, sino que su propósito era que los estoicos cultivaran sus poderes racionales.

La lógica, por ejemplo, no se limitaba a una teoría abstracta del razonamiento, ni siquiera a ejercicios escolares de silogística; más bien, existía una práctica diaria de la lógica aplicada a los problemas de la vida cotidiana. La lógica era, pues, el dominio del discurso interior. Los estoicos creían que las pasiones humanas corresponden a un mal uso del discurso humano. En otras palabras, son el resultado de errores de juicio y razonamiento. Por lo tanto, debemos monitorear nuestro discurso interno para ver si se han infiltrado juicios de valor erróneos.

La lógica estoica era, pues, un método de autodescubrimiento. Su objetivo era permitir la reflexión ética, permitir una discusión segura y confiada y llevar al alumno a la verdad. El resultado final se pensaría que es consistente, claro y preciso, y que expone confusión, turbidez e inconsistencia. Diógenes Laërtius da una lista de virtudes dialécticas, que probablemente fueron inventadas por Crisipo:

Primero menciona "aproptosia", que significa literalmente "no caer hacia adelante" y se define como "conocimiento de cuándo se debe dar asentimiento o no" (dar asentimiento); a continuación "aneikaiotes", "deshonra", definida como "tenacidad frente a lo probable (o plausible), para no ceder ante ello"; tercero, "anelenxia", "irrefutable", cuya definición es "fuerza en la argumentación, para no dejarse llevar por ella a lo contradictorio"; y cuarto, "amataiotes", "falta de vacuidad", definida como "una disposición que remite impresiones ("phantasiai") al "logos" correcto.

## Recepción posterior
Durante unos quinientos años, la lógica estoica fue uno de los dos grandes sistemas de lógica. La lógica de Crisipo se discutió junto con la de Aristóteles, y bien puede haber sido más prominente ya que el estoicismo era la escuela filosófica dominante. Desde una perspectiva moderna, el término lógica de Aristóteles y la lógica estoica de las proposiciones parecen complementarias, pero a veces se las consideraba sistemas rivales. En la antigüedad tardía, la escuela estoica cayó en declive, y la última escuela filosófica pagana, los neoplatónicos (neoplatonismo), adoptó la lógica de Aristóteles como propia. Sólo elementos de la lógica estoica se abrieron paso en los escritos lógicos de comentaristas posteriores como Boethius, transmitiendo partes confusas de la lógica estoica a la Edad Media. La lógica proposicional fue desarrollada nuevamente por Peter Abelard en el siglo XII, pero a mediados del siglo XV la única lógica que se estaba estudiando era una versión simplificada de la de Aristóteles. En el siglo XVIII Immanuel Kant pudo pronunciar que "desde Aristóteles la lógica no ha podido avanzar ni un solo paso, y por lo tanto es en apariencia un cuerpo de doctrina cerrado y completo". Para los historiadores del siglo XIX, que creían que la filosofía helenística representaba un declive de la de Platón y Aristóteles, la lógica estoica sólo podía verse con desprecio.  Carl Prantl pensaba que la lógica estoica era "torpeza, trivialidad y sutilezas escolásticas" y acogió con agrado el hecho de que las obras de Crisipo ya no existían. Eduard Zeller señaló que "toda la contribución de los estoicos al campo de la lógica consiste en haber revestido la lógica de los peripatéticos con una nueva terminología".
La lógica moderna comienza a mediados del siglo XIX con el trabajo de George Boole y Augustus de Morgan, pero la lógica estoica no se redescubrió hasta el siglo XX. La primera persona en revaluar sus ideas fue el lógico polaco Jan Łukasiewicz desde la década de 1920 en adelante. Fue seguido por Benson Mates. Los conceptos estoicos a menudo difieren de los modernos, pero, sin embargo, existen muchos paralelismos entre las teorías estoicas y las del siglo XX.

Lo que vemos como resultado es una estrecha similitud entre [estos] métodos de razonamiento y el comportamiento de las computadoras digitales. El código proviene del lógico y matemático del siglo XIX George Boole, cuyo objetivo era codificar las relaciones estudiadas mucho antes por Crisipo (aunque con mayor abstracción y sofisticación). Las generaciones posteriores se basaron en las ideas de Boole. pero la lógica que lo hizo posible fue la lógica interconectada de un universo interconectado, descubierta por el antiguo Crisipo, que trabajó hace mucho tiempo bajo una antigua stoa ateniense.